# Parazuphium baeticum mauretaniae
Parazuphium baeticum mauretaniae é uma subespécie de insetos coleópteros pertencente à família Carabidae.
A autoridade científica da subespécie é Hurka, tendo sido descrita no ano de 1982.
Trata-se de uma subespécie presente no território português.